# 田中道雄
田中 道雄（たなか みちお、1932年4月25日- ）は、日本の国文学者。佐賀大学名誉教授。義仲寺総代。

## 経歴
韓国京城府（現・ソウル特別市）生まれ。長崎県出身。1958年佐賀大学文理学部（文科系）卒業、1963年九州大学大学院国文学博士課程満期退学。1965年有明工業高等専門学校講師、1966年九州工業大学助教授、1971年鹿児島大学助教授、1977年教授、1981年佐賀大学教授、1998年定年退官、名誉教授。2001年　文学博士号取得（九州大学）「蕉風復興運動と蕪村」

## 著書
- 『蕉風復興運動と蕪村』岩波書店 2000[4]

### 共著
- 『天明俳諧集』新日本古典文学大系 山下一海,石川真弘,田中善信共校注 岩波書店, 1998[4]
- 『蝶夢全集』田坂英俊,中森康之共編著　和泉書院 2013[4]